# Tenebrionidae
I Tenebrionidae Latreille, 1802, sono una famiglia di coleotteri polifagi diffusa in tutto il mondo con circa 15.000 specie.

## Morfologia

### Adulto

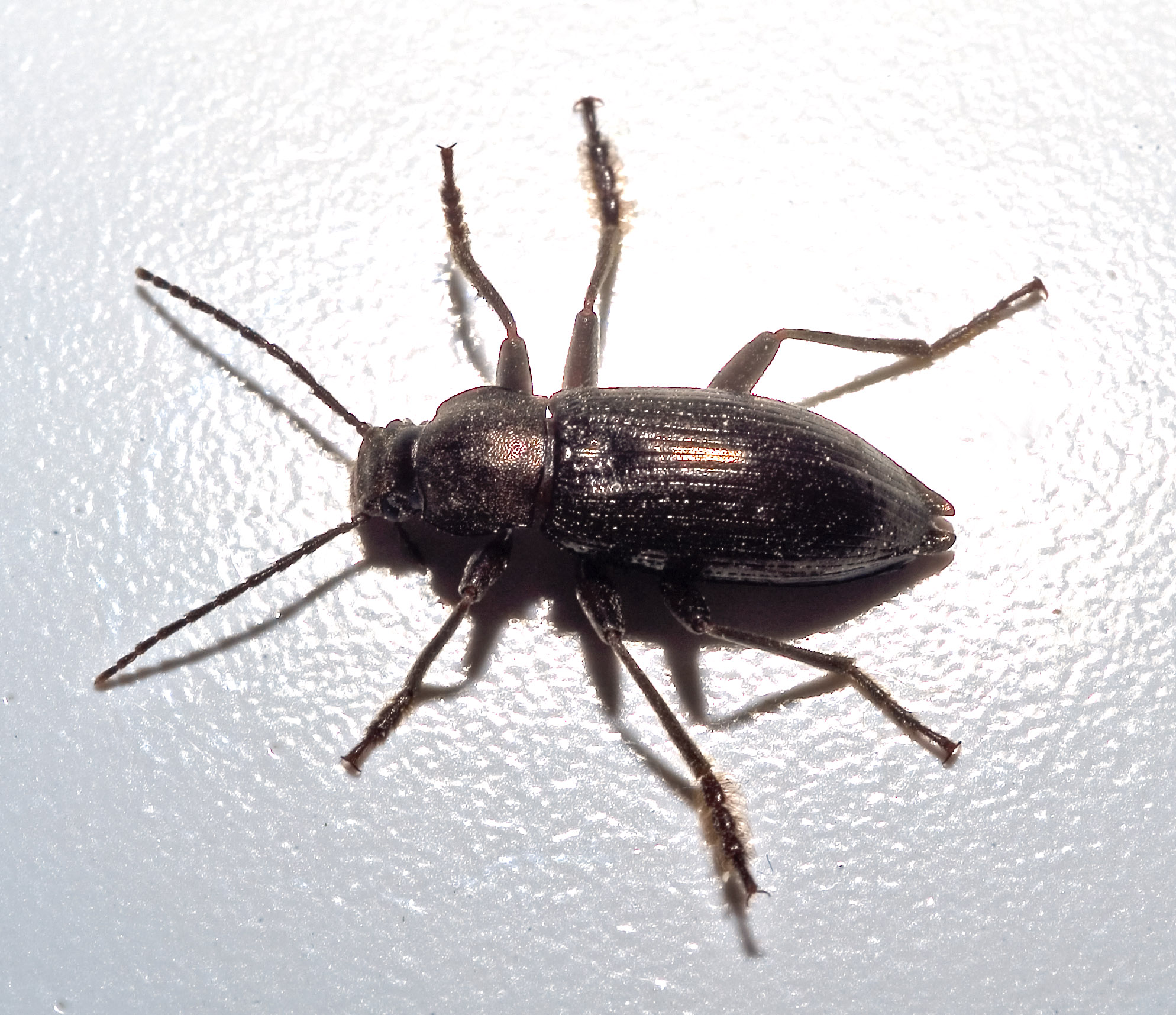
Stenomax aeneus (Scopoli, 1763)

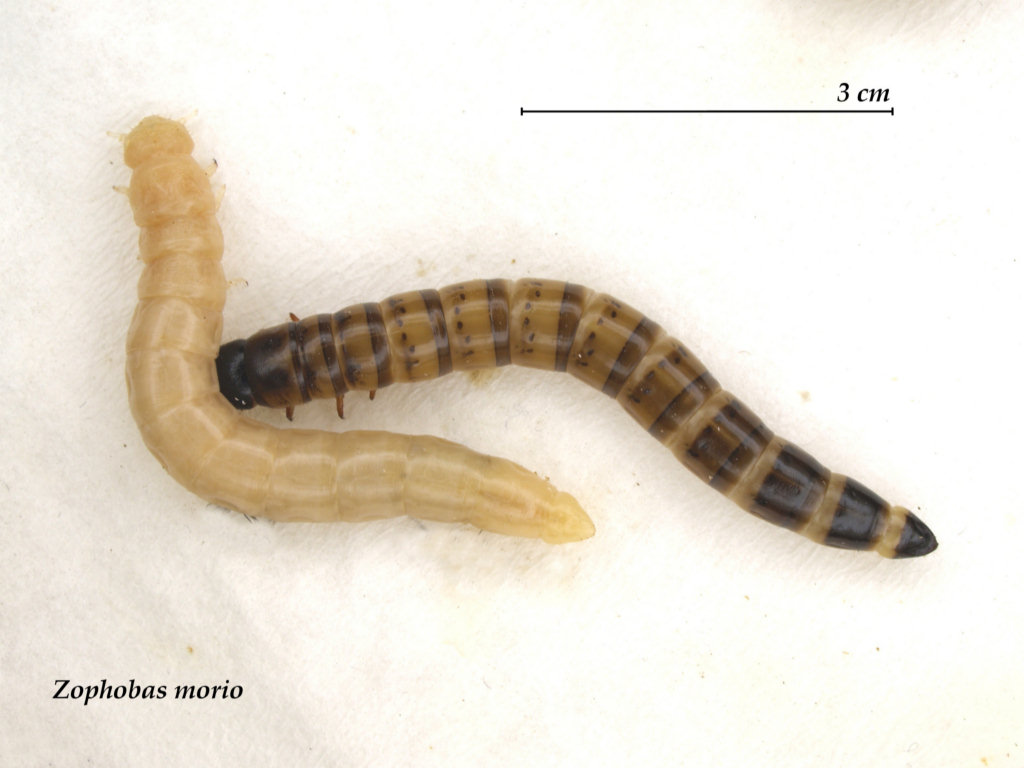
Larve di Zophobas atratus Fabricius, 1775

I tenebrionidi sono insetti dalle forme più svariate e che assomigliano talvolta a famiglie sistematicamente lontane.

Sono comunque sempre caratterizzati da tarsi eteromeri (formula tarsale 554), hanno cioè cinque segmenti tarsali per ogni zampa, tranne le posteriori che ne hanno quattro.

Le sottofamiglie più primitive (Alleculinae, Lagriinae), che in passato erano trattate come famiglie a parte, presentano antenne filiformi, mandibole visibili dall'alto, elitre poco sclerificate e ali posteriori funzionali.

Nelle forme più evolute si osserva una tendenza all'accorciamento delle antenne, che diventano moniliformi, il clipeo, troncato in avanti, tende a coprire completamente le mandibole, le elitre tendono a diventare fortemente sclerificate, talvolta tondeggianti e munite di creste, le ali posteriori tendono a scomparire.

Nelle tribù più primitive dominano le specie brunastre o testacee. A volte i gruppi floricoli (Omophlus, Cteniopus, Heliotaurus) hanno vivaci colorazioni aposematiche su toni di rosso-giallo e nero.

Le maggioranza delle specie più evolute ha invece una colorazione brunastra, che tende a diventare nero opaco nelle forme degli ambienti aridi.

### Larva
Le larve dei tenebrionidi sono generalmente sclerificate, cilindriche, dotate di zampe e molto spesso due tipici uncini rivolti all'insù sull'ultimo segmento addominale.
Sono mobili, attive, e reagiscono arcuandosi verso l'alto.
Le larve di alcuni (Tenebrio, Zophobas) molto facili da allevare vengono talvolta impiegate dall'uomo come mangime e vendute nei negozi per animali.

## Biologia
La stragrande maggioranza dei tenebrionidi si nutre di materiale vegetale.

Le specie xilofaghe (Helopini) si nutrono di legno almeno allo stadio larvale. Gli adulti possono essere perciò trovati sotto le cortecce o nel legno marcio.

Le specie fitofaghe (Lagria) si nutrono di piante o resti di queste e gli adulti vivono sugli steli o le foglie. Alcune sono floricole (Omophlini) e si nutrono di polline.

Quelle che si nutrono di vegetali secchi o semi (Tribolium, Tenebrio, Zophobas) possono trovare facili condizioni di vita nei depositi di derrate alimentari e diventare molto dannosi.

Altre specie (Diaperinae, Mycetocharini) sono micofaghe e vivono tutta la vita all'interno di funghi più o meno legnosi.

Molte specie sono notturne o rifuggono la luce (da cui il nome della famiglia), ma altre possono essere trovate in pieno sole (Omophlini), persino su spiagge o deserti (Pimelia).

## Distribuzione
I tenebrionidi sono diffusi in tutto il mondo, con prevalenza nelle zone tropicali. Molti gruppi sono atteri e provvisti di un robusto esoscheletro che ha permesso loro di adattarsi e di colonizzare anche regioni desertiche precluse alla maggior parte degli insetti.

## Sistematica
Secondo le più moderne vedute, i tenebrionidi comprendono gli Alleculidae (o Cistelidae) e i Lagriidae, ora considerati a livello di sottofamiglie.

I primi hanno infatti gruppi che si discostano poco dai tenebrionidi più consueti, come il genere Prionychus o i Mycetocharini, mentre i secondi trovano nella tribù dei Belopini (Belopus) forme chiaramente tenebrioidi.

Viceversa sono stati esclusi dai Tenebrionidae gli Zopherinae, che ora costituiscono una famiglia a parte assieme ai Colydiidae e i Monommatidae, considerati tutti sottofamiglie di Zopheridae.

I Tenebrionidae comprendono le seguenti sottofamiglie:
- Alleculinae Laporte, 1840
- Diaperinae Latreille, 1802
- Lagriinae Fabricius, 1825
- Nilioninae Oken, 1843
- Phrenapatinae Solier, 1834
- Pimeliinae Latreille, 1802
- Stenochiinae Kirby, 1837
- Tenebrioninae Latreille, 1802
- Zolodininae Watt, 1975

### Alcune specie

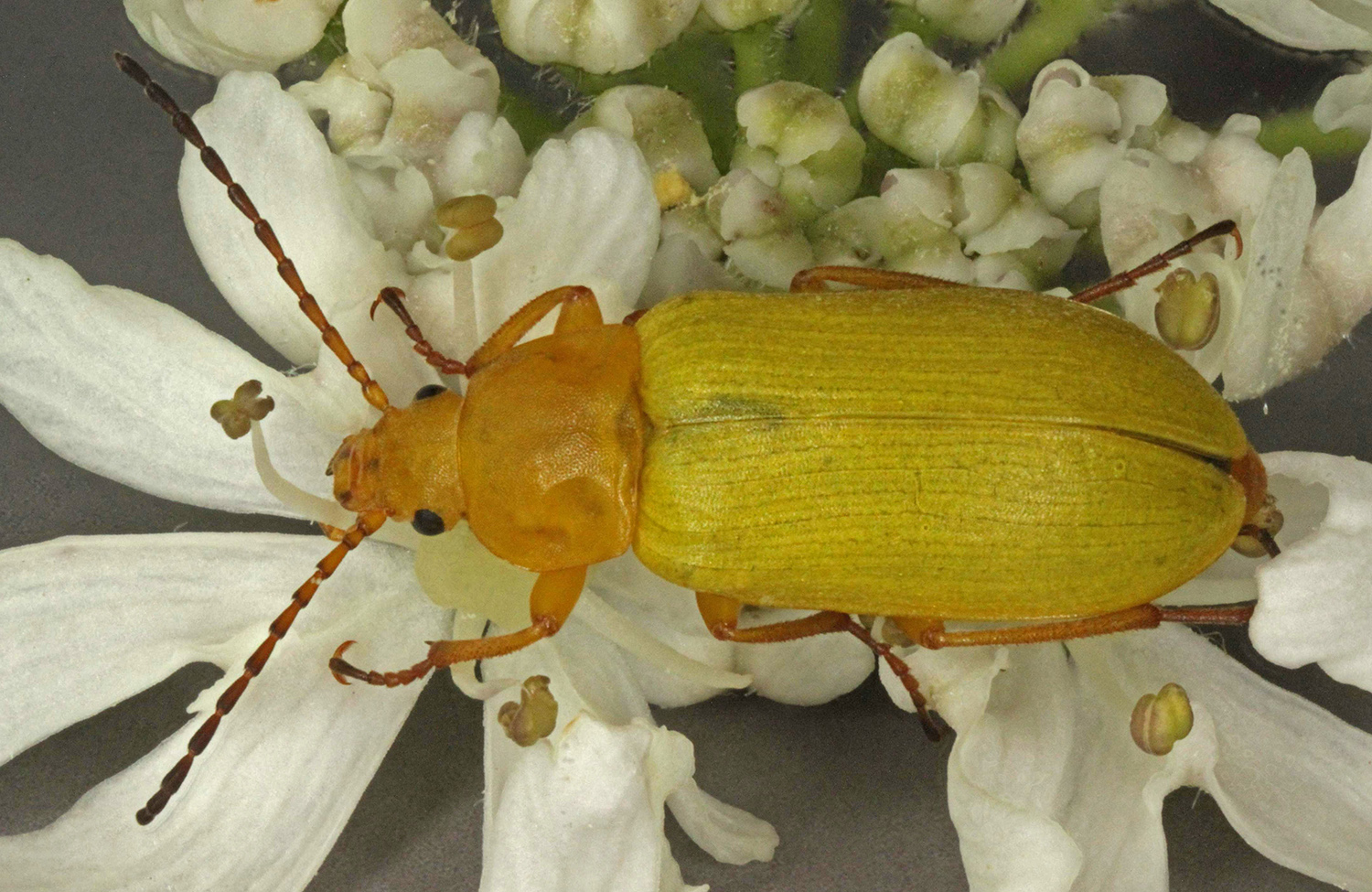
Cteniopus sulphureus Alleculinae
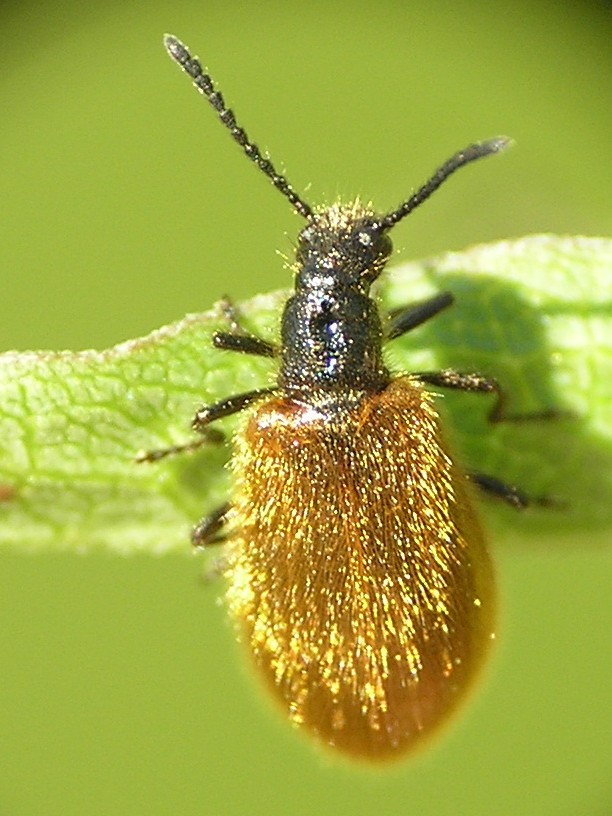
Lagria hirta Lagriinae
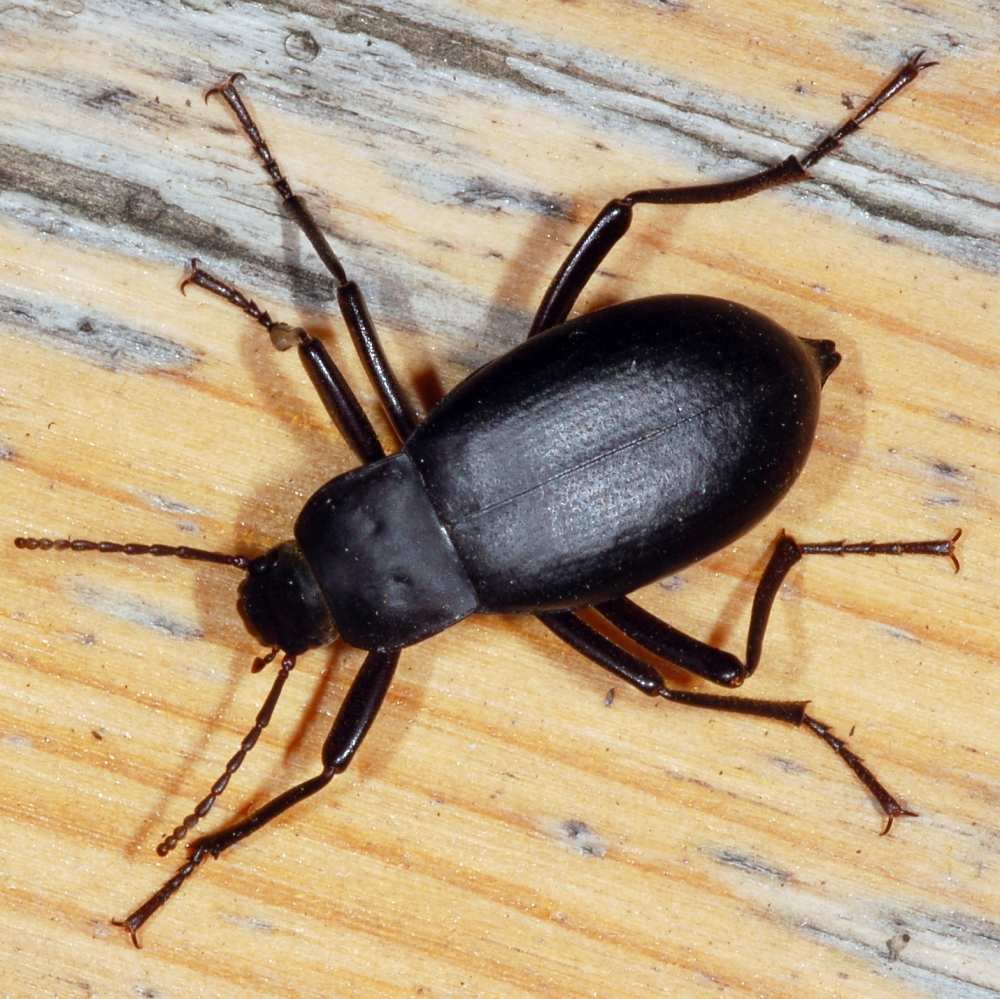
Blaps mortisaga Tenebrioninae
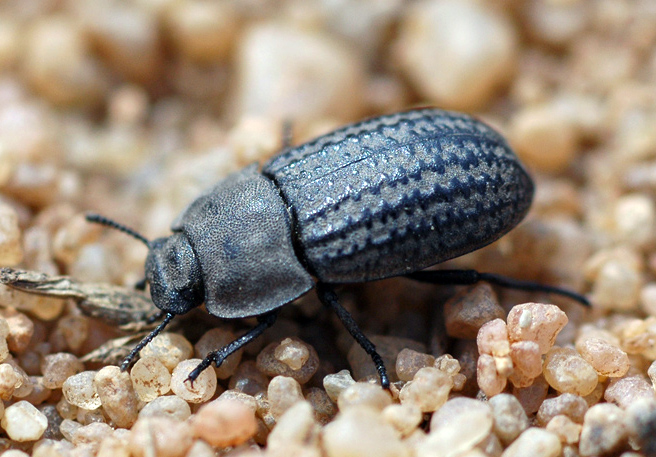
Opatrum sabulosum Tenebrioninae
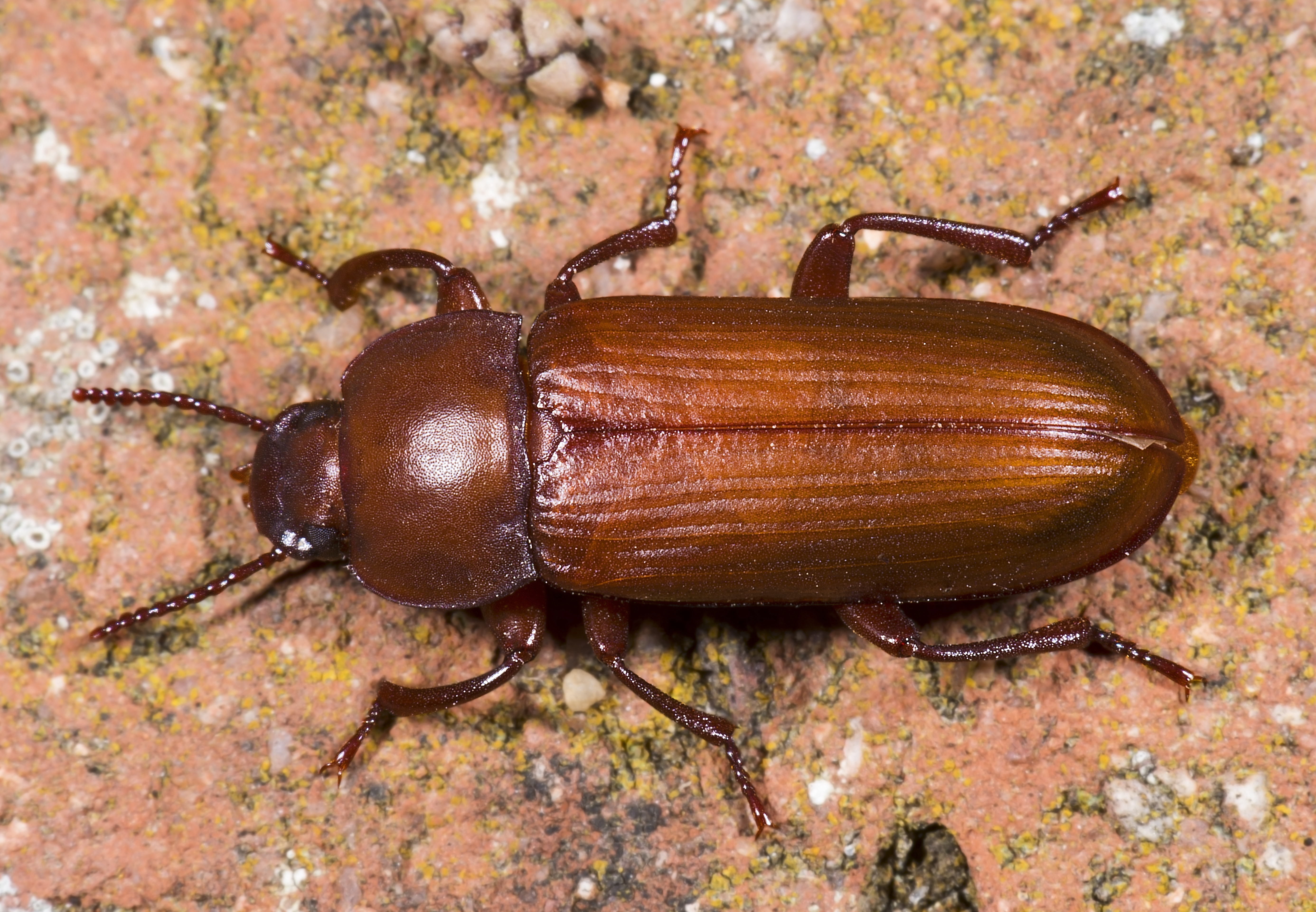
Tenebrio molitor Tenebrioninae
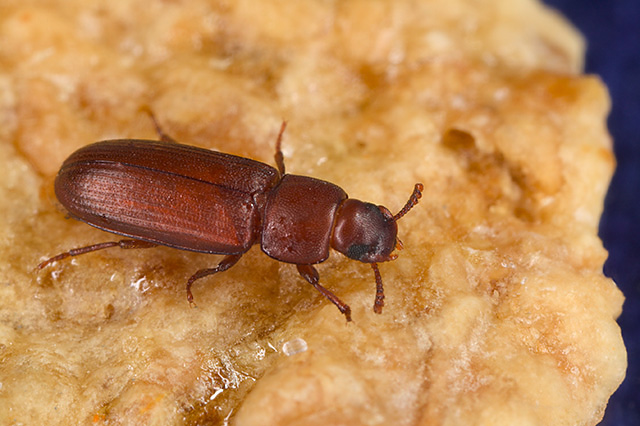
Tribolium castaneum Tenebrioninae